# Refik Memišević
Refik Memišević (Bačko Novo Selo, Serbia, Yugoslavia, 14 de mayo de 1956-4 de enero de 2004) fue un deportista yugoslavo especialista en lucha grecorromana donde llegó a ser subcampeón olímpico en Los Ángeles 1984.

## Carrera deportiva
En los Juegos Olímpicos de 1984 celebrados en Los Ángeles ganó la medalla de plata en lucha grecorromana de pesos de más de 100 kg, tras el luchador estadounidense Jeff Blatnick (oro) y por delante del rumano Victor Dolipschi (bronce).